# Хисаря (Ангел войвода)
Хисаря е средновековна крепост край Ангел войвода, община Минерални бани, област Хасково.
На скалист дял в Източните Родопи издължен в посока изток-запад, известен като Кумбулдуларско кале или Хисаря, има останки от крепостни стени, заграждащи площ от около 5 дка. Стената не се вижда навсякъде, а вероятно откъм юг и изток не е имало такава поради голямата стръмнина, увенчана с недостъпни скали. Крепостната стена от суха зидария е широка до 2,2 м, запазена само в най-долната си част. Входът е в южния край между 2 скали, по които има 2 реда срещуположни трапецовидни ниши.
Освен камъни от крепостните стени, които образуват насипи, на някои места, особено по склоновете към селото, се виждат и купчини от строителна керамика.
Вътре в крепостта Хисаря има сравнително добре запазен култово-погребален комплекс от типа на тези в селата Татул, Малко градище, Кралево и др. В скала от вулканичен туф е изсечена гробница, която заема централно място на най-високата точка на платото. До нея се стига чрез 5 различно големи стъпала, които придават на съоръжението вид на стъпаловидна пирамида. Приликата с Татул се допълва от гробницата, издълбана най-отгоре на заравнената площадка. Тя има правоъгълен план с трапецовидно напречно сечение, ориентирана запад-изток. В горната ѝ стеснена част е изсечен жлеб за покривна плоча, аналогично на гробницата при Татул, от която се отличава по напречното сечение и размерите: дължина при дъното 1,84 м, широчина 0,54 м, дълбочина до отстъпа (жлеба) 0,49 м.
Близо до гробницата е изсечено правоъгълно съоръжение, което може да се приеме за светилище. В средата му има правоъгълна скала, обезформена от иманярите. На двете дълги срещуположни „стени" на светилището са издълбани 13 ниши, напомнящи на познатите в този край култови трапецовидни ниши, но имат правоъгълна форма със закръглен горен край. Те не са една срещу друга, поради което не може да се допусне, че са служели за гнезда на греди. Подобна форма имат и други групи от скалните ниши по целия източен склон на възвишението – на брой около 50, някои от които недовършени. Според лицето на скалите, те са обърнати на изток, юг и югозапад.
По сведения на нумизмати от Хасково в района са открити сребърни тетрадрахми на о-в Тасос (II период), ауреус на император Август и сестерция на император Траян. Монетите и римската керамика говорят за използването на светилището от траките и в началото на новата ера.
В заграденото от крепостните стени пространство се открива оскъдна тракийска, късноантична и средновековна керамика. Камъни с полепнал по тях хоросан подсказват за постройки от н.е., но крепостните стени, които могат да се видят на повърхността, са само суха зидария. Последното не изключва произхода им от първите векове на н.е., както и от средните векове. Подобни случаи вече са известни от Родопите, сред които е крепостта Калето на Градището при с. Черна могила.
Под Хисаря, близо до Махалата, се виждат разсечени пещи, градени с тухли. В подножието на рида, източно от селото и южно от Махалата, на около 300 м от реката, има средновековен християнски некропол. Иманяри са разкопали няколко гроба, оградени и покрити с каменни плочи. Намерените в тях стъклени гривни са изгубени.
В дописка на в. „Ардинска дума“ от края на 1930-те години са посочени сведения за Кумбулдуларското кале – за разхвърлени дялани камъни, керамика и щерни за вода. В източното подножие имало галерии със стари разработки, купчини сгур и пещи за топене на олово.